# バサイ語
バサイ語（バサイご）は、オーストロネシア語族台湾諸語に属する言語である。漢字では巴賽語、馬賽語、馬塞語と表記される。台湾のバサイ族とカウカット族により話されていた。かつては台湾の台北都市圏、基隆市、新北市に話者が分布していた。